# Jan-Erik Bergström
Jan-Erik Bergström, född 1944 i Sandviken, är en svensk konstnär.
Bergström har deltagit i jurybedömda triennaler och biennaler utomlands och i Sverige samt med Värmlands konstförenings höstsalonger på Värmlands museum. 
Bergström är representerad vid Statens Konstråd, Sveriges Allmänna Konstförening samt ett flertal museer, landsting och kommunala samlingar.